# Cour suprême du Sri Lanka
La Cour suprême du Sri Lanka (en singhalais : ශ්‍රී ලංකා ශ්‍රේෂ්ඨාධිකරණය; en en tamoul : இலங்கை உயர் நீதிமன்றம்) est le plus haut tribunal du Sri Lanka.
La Cour suprême est la plus haute et dernière instance judiciaire de référence et est habilitée à exercer ses pouvoirs, dans le respect des dispositions de la Constitution du Sri Lanka. La Cour est compétente en dernier ressort en matière d’appel en matière constitutionnelle et a préséance sur toutes les juridictions inférieures. Le système judiciaire sri-lankais est un mélange complexe de droit civil et de common law. Dans certains cas, tels que la peine capitale, la décision peut être transmise au Président de la République pour le dépôt de demande de clémence.

## Histoire

### Constitution
La Cour suprême du Sri Lanka a été créée le 18 avril 1801 avec la "Charte royale de justice de 1801 du roi George III établissant les cours suprêmes de l'île de Ceylan" par le gouverneur du Ceylan britannique, qui contrôlaient à l'époque une grande partie de l'île, à l'exclusion du territoire intérieur de Kandy. Cette création fut abrogée en 1833 et remplacée par une nouvelle charte couvrant l'ensemble de l'île.
En 1972, le pays obtient son indépendance et de vient la République du Sri Lanka et adopte une nouvelle constitution.

### Destitution de Shirani Bandaranayake
Pendant la présidence de Mahinda Rajapaksa, la cour suprême n'était pas considéré comme indépendante après la destitution de Shirani Bandaranayake. Shirani Bandaranayake, l'ex-juge en chef, a été mis en accusation par le parlement pour avoir statué contre le gouvernement, notamment contre un projet de loi proposé par Basil Rajapaksa, ministre du Développement économique et frère du président Mahinda Rajapaksa. Bandaranayake a été remplacé par l'ancien procureur général Mohan Peiris. Peiris est considéré comme un allié du président Rajapaksa et sa nomination est considérée par les critiques comme une consolidation du pouvoir par le président et sa famille. Bandaranayake a refusé de reconnaître la mise en accusation et les groupes d’avocats ont refusé de travailler avec le nouveau juge en chef. La mise en accusation controversée de Bandaranayake a suscité de nombreuses critiques et préoccupations de la part du Sri Lanka et de l'extérieur.
Après l’élection de Maithripala Sirisena à la présidence, la nomination de Mohan Peiris était considérée comme nulle et non avenue en droit, car le limogeage de Bandaranayake par le gouvernement précédent n’avait aucune valeur juridique. Shirani Bandaranayake a repris ses fonctions en portant un bouquet de fleurs et en étant accueillie par des avocats. Après sa retraite légale, Kanagasabapathy Sripavan a été nommée juge en chef.

### Crise constitutionnelle de 2018
Le 3 décembre 2018, la Cour suprême intervient dans la crise constitutionnelle qui paralyse le pays, après la nomination d'un deuxième premier ministre, en réintégrant le parlement inconstitutionnellement dissous par le président Maithripala Sirisena.

## Composition

### Taille de la cour
Le tribunal est composé du juge en chef et d'au minimum six et à dix juges, nommés par le président, sur recommandation du président, pour une nomination au Conseil constitutionnel, qui est approuvée par le Conseil.
Le président de la Cour suprême, les juges de la Cour suprême et les juges de la cour d’appel sont appelés en anglais "Your Lordship" et reçoivent le titre de L'honorable juge.

### Nomination et confirmation
Le président du Sri Lanka est responsable de la nomination et de la destitution de tous les juges de la Cour suprême. Les juges de la Cour suprême sont nommés avec l'avis et le consentement du Conseil constitutionnel.
Les juges ne sont autorisés à occuper aucune autre fonction sans le consentement de la Constitution ou du président. Dans le cadre de ses fonctions relatives à la nomination des juges des tribunaux, le Conseil peut recueillir les points de vue du président de la Cour et du procureur général.
Du 3 octobre 2001 à 2011, avec le 17e amendement de la Constitution, le Conseil constitutionnel avait pour tâche de conseiller le président sur la nomination des juges.

## Juridiction
Article 118 de la Constitution : La Cour suprême est la plus haute et ultime cour supérieure et est habilitée à exercer les fonctions originales de conseil et d'appel. C'est également la dernière cour et la cour d'appel du Sri Lanka. La Cour suprême a les pouvoirs suivants, sous réserve des dispositions de la Constitution:
- Compétence en matière constitutionnelle (articles 120 à 125)
- Compétence pour la protection des droits fondamentaux (article 126)
- Juridiction d'appel définitive (articles 127 et 128)
- Juridiction consultative (article 129)
- Compétence en matière de pétition relative à l'élection du président; pétitions relatives à la validité d'un référendum; Recours contre des ordonnances / jugements de la Cour d'appel dans d'autres requêtes en matière électorale - Article 130 (tel que modifié par le 14ème amendement)
- Compétence en matière de violation des privilèges du Parlement (article 132);
- Compétence à l'égard d'autres questions que le législateur peut légalement confier ou ordonner
- Les appels interjetés contre des jugements, des peines et des ordonnances prononcés lors d’un procès devant la Haute Cour à la Cour relèvent directement de la Cour suprême.